# هوبير رود
هوبير رود (بالألمانية: Hubert Rohde)‏ هو سياسي ألماني، ولد في 27 فبراير 1929 في هيلدسهايم في ألمانيا. حزبياً، نشط في الاتحاد الديمقراطي المسيحي. وقد انتخب عضو مجلس الشورى الموحد سارلاند.

## روابط خارجية
- هوبير رود على موقع مونزينجر (الألمانية)